# 광주시 (경기도)
광주시(廣州市)는 대한민국 경기도 남동부에 있는 시이다. 광주산맥에 둘러싸인 분지 지형이며, 경안천이 흐른다. 동쪽으로 양평군, 여주시, 서쪽으로 성남시, 남쪽으로 용인시, 이천시, 북쪽으로 하남시, 남양주시와 접한다. 전라남도에 둘러싸인 광주광역시(光州廣域市)와의 혼동을 피하기 위하여 경기광주(京畿廣州)라고 부른다.
광주군은 현재의 서울특별시 강남구·강동구·송파구(1962년 12월 12일 이관), 성남시(1973년 7월 1일 시 승격), 하남시(1989년 1월 1일 시 승격)를 포함하였고, 조선 시대에는 의왕시, 군포시 대야동, 안산시 상록구 지역까지 관할하였다. 1979년 5월 1일에 광주면이 광주읍으로 승격하였고, 2001년 3월 21일에 광주군이 광주시로 승격하였다. 2읍 4면 10동을 관할하는 도농복합시이다.

## 역사
- 2001년 3월 21일: 광주군을 광주시로 승격하였다.[1] 이와 함께 광주읍이 경안동·송정동·광남동의 3개 행정동으로 분동하고, 오포면이 오포읍으로 승격하였다. (1읍 6면 3동)
- 2004년 6월 21일: 초월면과 실촌면이 각각 초월읍, 실촌읍으로 승격하였다.[2] (3읍 4면 3동)
- 2011년 6월 21일: 실촌읍이 곤지암읍으로 개칭하였다.[3]
- 2015년 10월 16일: 중부면이 남한산성면으로 개칭하였다.[4]
- 2016년 9월 24일: 경강선이 개통되었다.
- 2020년 12월 1일: 경안동에서 쌍령동을 분동하고, 남은 경안동과 송정동을 경안동·송정동·탄벌동으로 재편하였으며, 광남동이 광남1동과 광남2동으로 분동하였다(3읍 4면 6동).

| 기존     | 기존         | 개편     | 개편         |
| 행정구역 | 법정구역     | 행정구역 | 법정구역     |
| -------- | ------------ | -------- | ------------ |
| 경안동   | 경안동(일부) | 경안동   | 경안동       |
| 경안동   | 역동         | 경안동   | 경안동       |
| 경안동   | 송정동(일부) | 경안동   | 역동         |
| 경안동   | 탄벌동(일부) | 경안동   | 역동         |
| 경안동   | 쌍령동       | 쌍령동   | 쌍령동       |
| 송정동   | 경안동(일부) | 송정동   | 송정동       |
| 송정동   | 송정동(일부) | 송정동   | 송정동       |
| 송정동   | 회덕동       | 탄벌동   | 회덕동       |
| 송정동   | 탄벌동(일부) | 탄벌동   | 탄벌동       |
| 송정동   | 목현동       | 탄벌동   | 목현동       |
| 광남동   | 삼동         | 광남1동  | 삼동         |
| 광남동   | 중대동       | 광남1동  | 중대동       |
| 광남동   | 직동         | 광남1동  | 직동         |
| 광남동   | 장지동       | 광남1동  | 장지동       |
| 광남동   | 목동         | 광남1동  | 목동         |
| 광남동   | 태전동       | 광남1동  | 태전동(일부) |
| 광남동   | 태전동       | 광남2동  | 태전동(일부) |
- 2022년 9월 1일 : 오포읍을 폐지하고 오포1·2동, 신현동, 능평동이 설치되었다.(2읍 4면 10동)

## 지리
광주시는 경기도의 중부에 있는 도시로서 동서간 27.88 km, 남북간 30.26km로 면적은 431km2에 달한다. 동쪽으로 여주시, 이천시에 접하고, 서쪽에는 성남시, 남쪽에는 용인시를 이웃하고 있으며, 한강을 경계로 하여 남양주시, 양평군과 하남시를 마주보고 있다. 서울-부산간 국도가 광주시를 남북을 종단하고 있어 자동차가 빈번히 왕래하여 교통이 편리하다. 광주시의 경작지는 주로 한강 유역과 동서를 관통한 경안천 유역에 있고, 그 외에는 산간 계곡에 흩어져 있으나 산악이 좋은 곳이다.
상수도보호구역 등 보호구역이 4곳이 겹쳐 있는 퇴촌면 등으로 자연이 보존되어 있으나 난개발 및 저개발 지역이라는 단점이 있다. 또 이러한 것이 이 지역의 시민들에게 단점이 되기도 하는데, 2023년 12월부터 광주 지역의 시민들은 타 지역의 시민들보다 수도세를 10% 더 인상받아 내게 되었다.

## 행정 구역
광주시의 행정 구역은 2읍 4면 10행정동이며, 면적은 431 km2이다. 광주시의 인구는 2022년 12월 말 주민등록 기준으로 39만1,462명, 17만497가구이다.
| 이름       | 한자       | 면적 (km2) | 인구 (명) | 세대    | 행정 지도 |
| ---------- | ---------- | ---------- | --------- | ------- | --------- |
| 초월읍     | 草月邑     | 55.89      | 48,213    | 21,026  |           |
| 곤지암읍   | 昆池岩邑   | 76.17      | 22,786    | 11,486  |           |
| 도척면     | 都尺面     | 52.16      | 9,446     | 5,060   |           |
| 퇴촌면     | 退村面     | 60.70      | 15,849    | 7,604   |           |
| 남종면     | 南終面     | 48.57      | 1,470     | 819     |           |
| 남한산성면 | 南漢山城面 | 33.74      | 2,373     | 1,198   |           |
| 경안동     | 京安洞     | 3.19       | 29,445    | 13,388  |           |
| 송정동     | 松亭洞     | 5.09       | 21,577    | 9,648   |           |
| 쌍령동     | 雙嶺洞     | 3.34       | 18,154    | 7,162   |           |
| 탄벌동     | 炭筏洞     | 16.79      | 38,680    | 16,343  |           |
| 광남1동    | 廣南1洞    | 26.13      | 34,157    | 16,343  |           |
| 광남2동    | 廣南2洞    | 2.28       | 33,328    | 11,624  |           |
| 오포1동    | 五浦1洞    | 16.02      | 21,317    | 9,267   |           |
| 오포2동    | 五浦2洞    | 15.09      | 34,245    | 13,725  |           |
| 신현동     | 新峴洞     | 8.14       | 36,941    | 17,019  |           |
| 능평동     | 陵平洞     | 7.69       | 23,481    | 10,352  |           |
| 광주시     | 廣州市     | 430.99     | 391,462   | 170,497 |           |

광주광역시는 '광주'로 짧게 발음하지만, 경기도 광주시는 '광:주'로 길게 발음한다.

## 인구
광주시의 인구는 2022년 6월 기준 400,742명이며 인구밀도는 929.8명/km2이다. 0~14세 인구는 16.3%, 65세 이상 인구는 14%이다. 생산연령층인 15~64세 인구는 73.8%이며, 유소년인구부양비는 22.07%, 노년인구부양비는 13.31%이다. 여자 인구 100명당 남자 인구를 나타내는 성비는 약 106으로 남자가 다소 많다.
- 광주시의 연도별 인구 추이[7]

| 연도   | 총인구    |  | 비고                                                                       | 비고   |
| ------ | --------- |  | -------------------------------------------------------------------------- | ------ |
| 1949년 | 111,781명 |  |                                                                            | 광주군 |
| 1955년 | 116,971명 |  |                                                                            | 광주군 |
| 1960년 | 139,865명 |  |                                                                            | 광주군 |
| 1966년 | 103,217명 |  | 감소 원인: 현 서울특별시 강남구·송파구·강동구 지역 이관 (1962년 12월 12일) | 광주군 |
| 1970년 | 138,339명 |  |                                                                            | 광주군 |
| 1975년 | 95,504명  |  | 감소 원인: 성남시 승격·분리 (1973년 7월 1일)                               | 광주군 |
| 1980년 | 106,746명 |  |                                                                            | 광주군 |
| 1985년 | 151,857명 |  |                                                                            | 광주군 |
| 1990년 | 76,593명  |  | 감소 원인: 하남시 승격·분리 (1989년 1월 1일) 외국인: 7                     | 광주군 |
| 1995년 | 86,156명  |  | 외국인: 293 (0.3%)                                                         | 광주군 |
| 2000년 | 125,943명 |  | 외국인: 1,154 (0.9%)                                                       | 광주군 |
| 2005년 | 206,304명 |  | 외국인: 2,038 (1.0%)                                                       | 광주시 |
| 2010년 | 228,747명 |  | 외국인: 4,478 (2.0%)                                                       | 광주시 |
| 2015년 | 310,278명 |  | 외국인: 14,211 (4.6%)                                                      | 광주시 |
| 2019년 | 375,238명 |  | 외국인: 18,806 (5.0%)                                                      | 광주시 |

## 시청
- 현재 광주시청은 경기도 광주시 송정동에 위치하고 있다.

## 산업

### 지역내 총생산
광주시의 2012년 지역내 총생산은 12조 9,151억원으로 경기도 지역내 총생산의 1.8%를 차지하고 있다. 이중 농림어업(1차산업)은 1,257억원으로 0.97%로 비중이 낮고 광업 및 제조업(2차산업)은 6조 3,191억원으로 48.93%의 비중으로 차지하고 상업 및 서비스업(3차산업)은 6조 4,701억원으로 50.1%의 비중을 차지한다. 3차산업 부문에서는 도소매업(9.6%)과 건설업(7.5%), 운수업(6.3%)과 부동산업 및 임대업(4.2%)이 큰 비중을 차지하고 있다.

### 산업별 종사자 현황
2014년 광주시 산업의 총 종사자 수는 115,876명으로 경기도 총 종사자 수의 2.6%를 차지하고 있다. 이 중 농림어업(1차산업)은 161명으로 0.1%의 비중을 차지하며 광업 및 제조업(2차산업)은 44,171명으로 38.1%의 비중을 차지하고 상업 및 서비스업(3차산업)은 71,544명으로 61.7%의 비중을 차지한다. 2차산업은 경기도 전체의 비중(27.1%)보다 높고 3차산업은 경기도 전체 비중(72.9%)보다 낮다. 3차산업 부문에서는 도소매업(17.6%), 운수업(7.5%)과 숙박 및 음식점업(8.3%), 문화 및 기타서비스업(5.9%)이 큰 비중을 차지하고 있다.

## 관광
- 남한산성

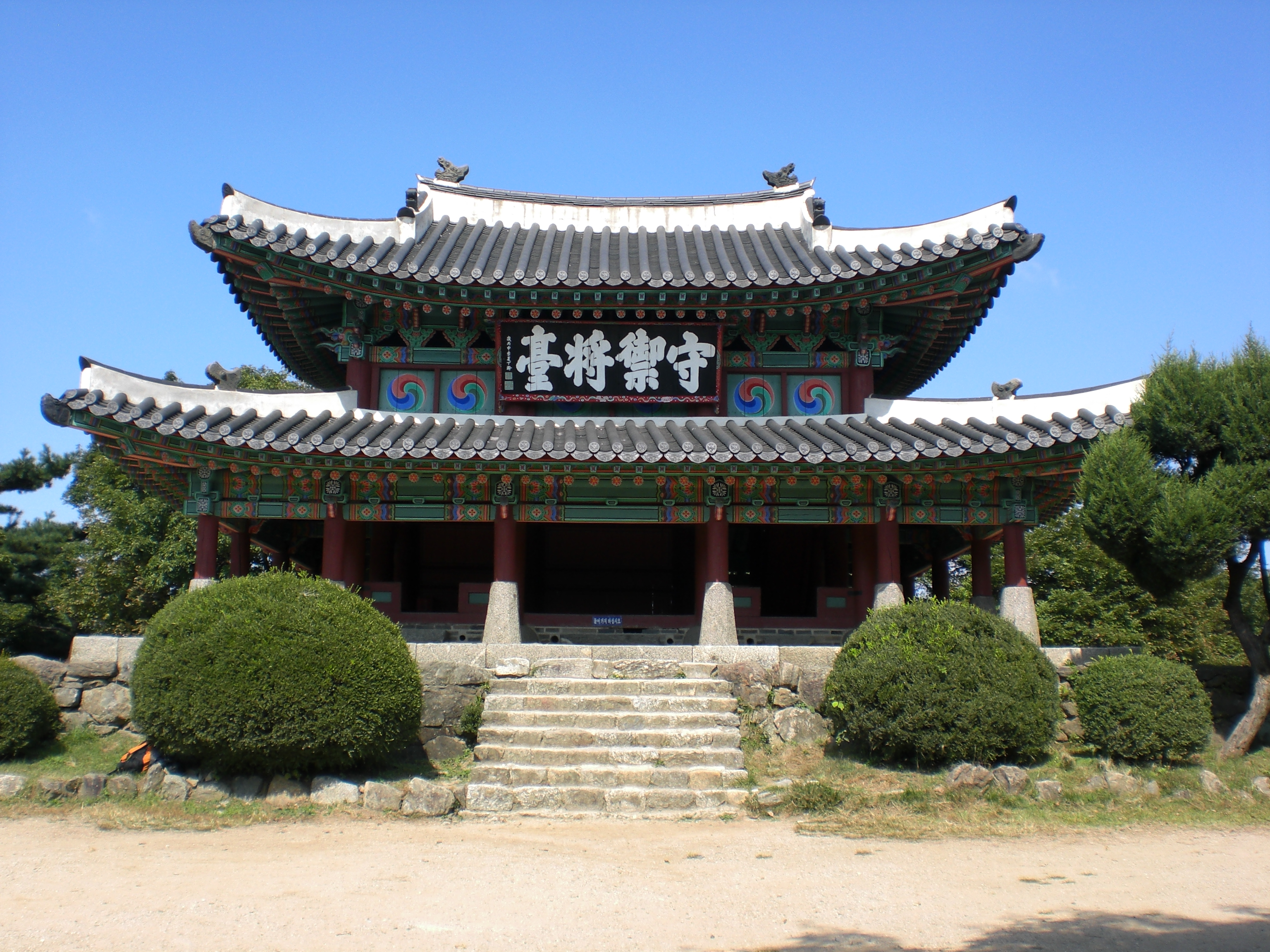
남한산성

남한산성은 광주시, 성남시, 하남시에 걸쳐 남한산에 있는 산성으로, 행정 주소 상으로는 광주시, 중부면 남한산성로 784-16 (산성리 563)에 속해 있다. 병자호란 때 조선 인조가 청나라에 대항한 곳으로 잘 알려져 있으며, 1950년대에 이승만 대통령에 의해 공원화된 후 현재 도립공원으로 지정되어 많은 시민들이 찾는 장소가 되었다.
남한산성의 역사는 삼국 시대까지 거슬러 올라간다. 한때 백제의 수도 하남위례성으로 추정되기도 했던 남한산성은 백제의 시조 온조왕이 세운 성으로 알려졌으나, 신라 시대에 쌓은 주장성이라는 설도 있다. 조선 시대에 인조와 숙종 때에 각종 시설물을 세우고 성을 증축하여 오늘날의 형태를 갖추게 되었다. 그러나 일제 강점기 직전인 1907년에 일본군에 의해 다수의 건물이 훼손되기도 하였다.
1963년 1월 21일 남한산성의 성벽이 국가 사적 제57호로 지정되었고, 1971년 3월 17일 남한산성은 경기도립공원으로 지정되어(제 158호), 5년 후인 1976년 7월 1일 관리사무소가 개소되었다. 1999년에는 남한산성 역사관이 개장하고, 2014년에는 세계문화유산에 등재되었다.
- 팔당호

팔당호는 팔당댐에 의해 만들어진 인공호이다. 북한강과 남한강이 만나는 지점이다. 흔히 두 물이 만난다 하여 '두물머리'라 한다. 다목적댐은 아니며 일반댐이다. 북한강의 하류지점이며 남한강은 이곳에서 북한강과 합류하여 서해로 흐른다. 남쪽으론 경안천이 흘러들어온다.
- 행궁
- 경안습지생태공원
- 광주경기도자박물관

광주경기도자박물관은 분원관요와 그 생산품에 대한 자료의 수집, 보존, 연구, 전시를 목적으로 설립되어 조선백자를 연구하고 유적의 발굴과 학술연구사업, 전통 도자문화 교육 등의 역할을 수행하는 조선 도자 전문 박물관이다. 2개의 대형 전시실과 기획전시실, 다목적실 등으로 이루어져 있으며, 대규모의 야외조각공원과 장작가마, 한국정원, 다례시연장 및 광주지역에서 생산되는 도자기를 판매하는 도자쇼핑몰 등의 부대시설을 갖추고 있다.
- 광주조선백자요지

### 축제
- 세계도자기엑스포
- 광주시문화예술제

### 전통시장
- 경안시장

## 교육 기관
- 사립대학교

|  | - 서울장신대학교 |

- 사립전문대학

|  | - 동원대학교 |

- 원격대학

|  | - 세계사이버대학 |

- 기능대학

|  | - ICT폴리텍대학 |

- 대학원대학교

|  | - 계약신학대학원대학교 |

- 고등학교

|  | - 경화여자고등학교 - 곤지암고등학교 | - 광남고등학교 - 광주중앙고등학교 | - 광주고등학교 - 태전고등학교 | - 초월고등학교 - 경화여자English Business고등학교 |  |

- 중학교

|  | - 경화여자중학교 - 탄벌중학교 | - 광주중학교 - 곤지암중학교 | - 광일중학교 - 광수중학교 | - 경안중학교 - 광주광남중학교 | - 초월중학교 - 태전중학교 | - 신현중학교 - 매양중학교 |

- 초등학교

|  | - 태전초등학교 - 태성초등학교 - 한아람초등학교 - 탄벌초등학교 - 초월초등학교 - 오포초등학교 - 양벌초등학교 - 선동초등학교 | - 쌍령초등학교 - 삼리초등학교 - 분원초등학교 - 번천초등학교 - 만선초등학교 - 도척초등학교 | - 도수초등학교 - 도궁초등학교 - 도곡초등학교 - 남한산초등학교 - 광지원초등학교 - 광주초등학교 | - 매곡초등학교 - 도평초등학교 - 광명초등학교 - 광남초등학교 - 곤지암초등학교 - 경안초등학교 | - 벌원초등학교 - 광주푸른초등학교 - 고산하늘초등학교 |

- 특수학교

|  | - 동현학교 - 인덕학교 - 한사랑학교 |

## 교통

### 버스
- 시내버스 : 광주시의 시내버스
- 시외버스 : 광주종합버스터미널, 곤지암버스터미널

경기 광주시는 경기광주 면허임에도 광주 지역을 경유하지 않는 버스가 대한민국 전체를 통틀어 가장 많다. 광주시 버스는 타 지역보다 대한민국 교통비를 2~300원 더 비싸게 받는다.

### 철도
- 한국철도공사
  - 경강선 (● 수도권 전철 경강선)
    - (성남시) ← 삼동역 -경기광주역 - 초월역 - 곤지암역 → (이천시)

### 도로
- 고속도로 : 중부고속도로, 제2중부고속도로, 광주원주고속도로, 수도권제2순환고속도로, 세종포천고속도로
- 국도 : 국도 제3호선, 국도 제43호선, 국도 제45호선
- 국가지원지방도 : 국가지원지방도 제57호선, 국가지원지방도 제88호선, 국가지원지방도 제98호선
- 지방도 : 지방도 제321호선, 지방도 제325호선, 지방도 제337호선, 지방도 제338호선, 지방도 제342호선

## 자매 도시
- 대한민국 전라남도 고흥군
- 대한민국 전라남도 신안군
- 대한민국 서울특별시 강남구
- 대한민국 강원특별자치도 태백시
- 대한민국 강원특별자치도 동해시
- 대한민국 충청북도 보은군
- 중국 산둥성 쯔보시

## 우호도시
- 대한민국 강원특별자치도 동해시
- 베트남 꽝닌성 할롱

## 같이 보기
- 한국 백자
- 한국의 토기와 도자기
- 대한민국의 설치순 도시 목록
- 대한민국의 지리

## 참고자료
- (한국어/영어/일본어/중국어) 광주시청